# Aimee Mullinsová
Aimee Mullinsová (nepřechýleně Mullins; * 20. července 1976, Allentown, USA) je americká atletka, herečka a modelka.

## Život
Když jí byl jeden rok, museli jí lékaři amputovat obě nohy pod koleny.
Začala nosit protézy a i přes svůj zdravotní handicap se začala věnovat sportu. Na Letních paralympijských hrách v Atlantě se v roce 1996 stala trojnásobnou světovou rekordmankou ve sprintu na 100 metrů, 200 metrů a ve skoku do dálky.
Prosadila se i v modelingu, stala se oblíbenou modelkou návrháře Alexandera McQueena. Její fotografie publikovaly známé módní časopisy, např. Vogue, Harper's Bazaar, Sports Illustrated, Life nebo Elle. Její snímky obsahoval také kalendář Pirelli pro rok 2004. V roce 2011 se stala ambasadorkou značky L'Oréal.
Hrála ve filmu Cremaster 3 režiséra Matthewa Barneyho.